# St. Laurentius (Vilzing)

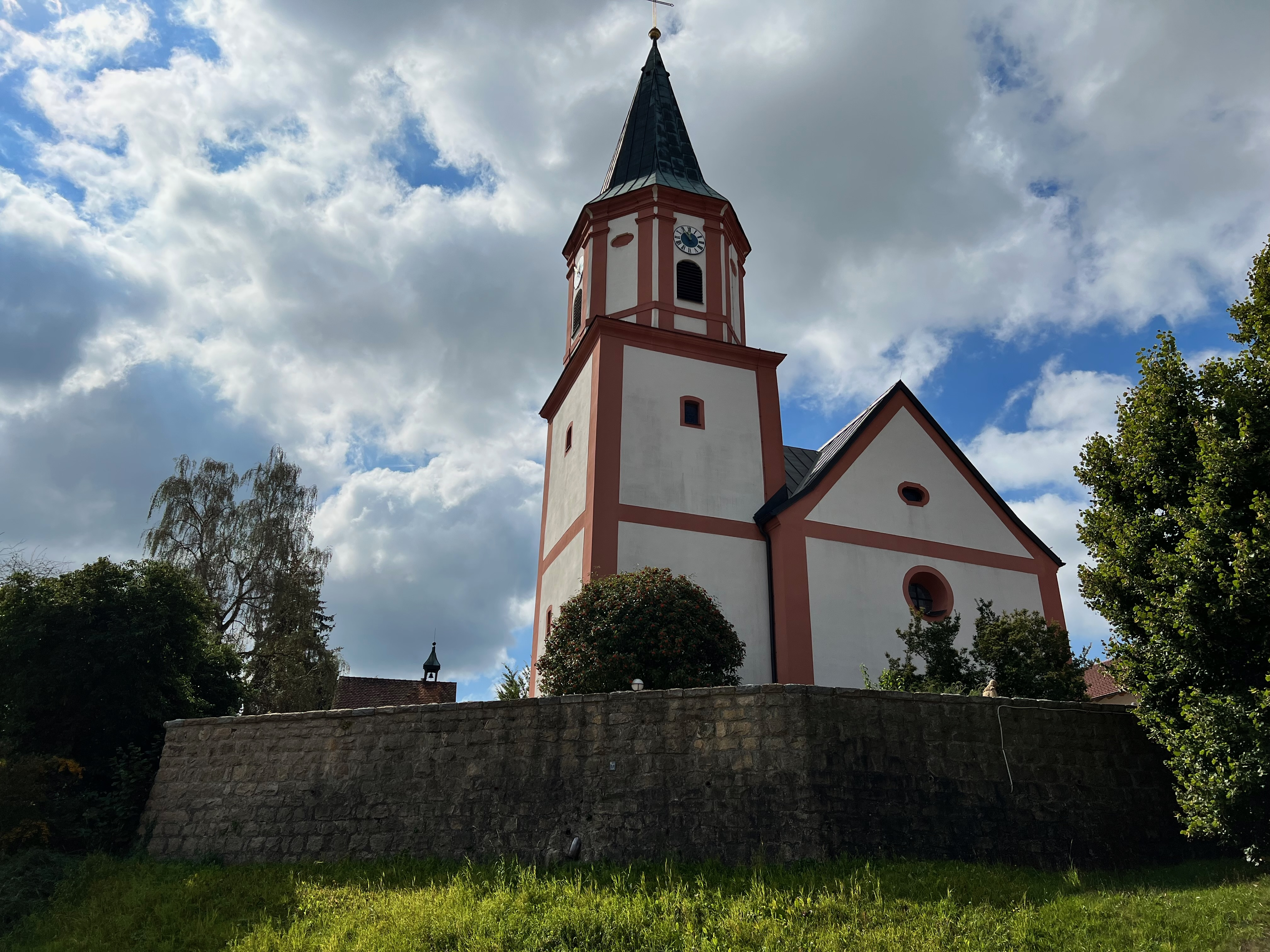
St. Laurentius (Vilzing)

Die römisch-katholische, denkmalgeschützte Expositurkirche St. Laurentius steht in Vilzing, einem Gemeindeteil der Kreisstadt Cham im Landkreis Cham in der Oberpfalz. Die Kirche gehört zum Bistum Regensburg. Das Bauwerk ist unter der Denkmalnummer D-3-72-116-130 als Baudenkmal in die Bayerische Denkmalliste eingetragen.

## Beschreibung
Die giebelständige Saalkirche wurde 1696 unter Einbeziehung des gotischen Chorturms und von Teilen der Nord- und Westwand des Vorgängerbaus aus dem 14. Jahrhundert errichtet. Sie besteht neben dem Chorturm aus einem Langhaus und einem eingezogenen, dreiseitig geschlossenen Chor im Süden. Das oberste Geschoss des Chorturms ist achteckig und mit doppelten Pilastern gegliedert. Es beherbergt die Turmuhr und den Glockenstuhl. Auf ihm sitzt ein spitzer Helm. 
Der Innenraum des Langhauses ist mit einer Flachdecke überspannt, der des Erdgeschosses des Chorturms mit einer böhmischen Kappe. Zur Kirchenausstattung gehört ein am Anfang des 18. Jahrhunderts gebauter, von vier Säulen flankierter Hochaltar, neben denen die Statuen des Simon Petrus und des Paulus von Tarsus stehen. Das Altarretabel mit der Darstellung des heiligen Laurentius wurde erneuert. Die Ende des 18. Jahrhunderts gebaute Kanzel wird mit einer Statue des Auferstandenen bekrönt.